# خوان فورچتی
خوان فورچتی (انگلیسی: Juan Forchetti؛ زادهٔ ۱ آوریل ۱۹۸۱) بازیکن فوتبال اهل آرژانتین است.
از باشگاه‌هایی که در آن بازی کرده‌است می‌توان به باشگاه فوتبال نیویورک رد بولز، باشگاه فوتبال ایگالئو، و باشگاه فوتبال بوکا جونیورز اشاره کرد.